# ꭣ
Cette page contient des caractères spéciaux ou non latins. S’ils s’affichent mal (▯, ?, etc.), consultez la page d’aide Unicode.
ꭣ (uniquement en minuscule), appelé o dans l’u, est une lettre additionnelle de l’alphabet latin utilisée dans l’écriture du iakoute de 1917 à 1927.
Elle était utilisée dans l’alphabet de Semion Novgorodov, sans majuscules, basé sur l’alphabet phonétique international, tout comme les lettres additionnelles iat iakoute ‹ ꭠ ›, e yodisé ‹ ꭡ › et e dans l’o ouvert ‹ ꭢ ›.

## Utilisation
L’o dans l’u est une lettre créée par Semion Novgorodov pour son alphabet iakoute, basé sur l’alphabet phonétique international, utilisé de 1917 à 1927.

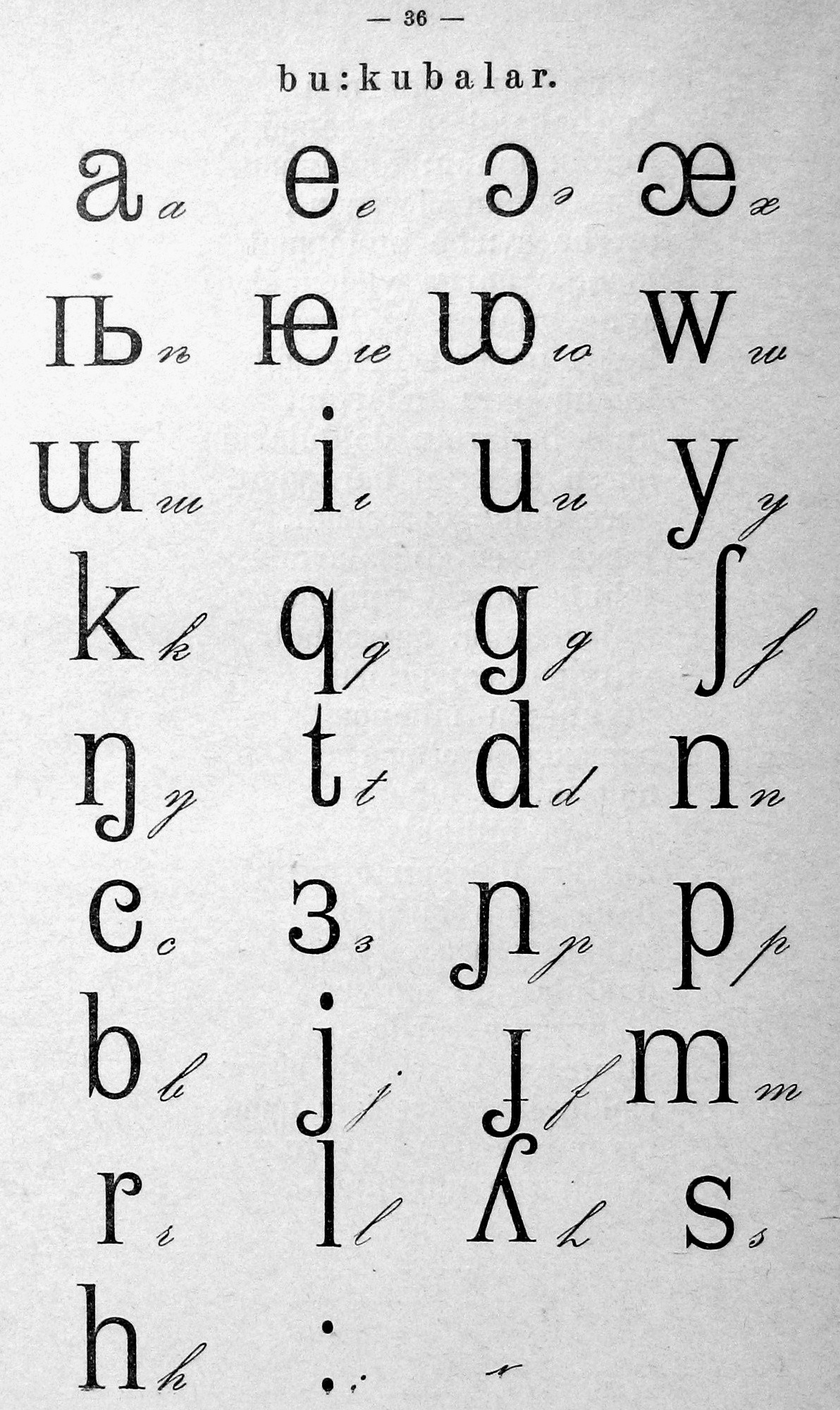
Alphabet iakoute en 1929.

## Représentations informatiques
Cette lettre peut être représenté avec les caractères Unicode (Latin étendu E) suivants :
| formes    | représentations | chaînes de caractères | points de code | descriptions                |
| --------- | --------------- | --------------------- | -------------- | --------------------------- |
| minuscule | ꭣ               | ꭣ                     | U+AB63         | lettre minuscule latine u o |